# Pleopeltis stolzei
Pleopeltis stolzei är en stensöteväxtart som beskrevs av Alan Reid Smith. Pleopeltis stolzei ingår i släktet Pleopeltis och familjen Polypodiaceae. Inga underarter finns listade.